# 莫尔蒂福
莫尔蒂福（法語：Moltifao，法語發音：[mɔltifao]）是法国上科西嘉省的一个市镇，属于科尔泰区。

## 地理
莫尔蒂福（42°29'12"N, 9°6'51"E）面积55.19 平方千米，位于法国上科西嘉省，该省份位于科西嘉北部，后者为地中海西部的一座岛屿，也是法国的一个单一领土集体，位于法国大陆部分的东南面，意大利半島的西面，最临近的地块是撒丁岛。
与莫尔蒂福接壤的市镇（或旧市镇、城区）包括：卡斯蒂福、阿斯科、莫罗萨利亚、瓦利卡。

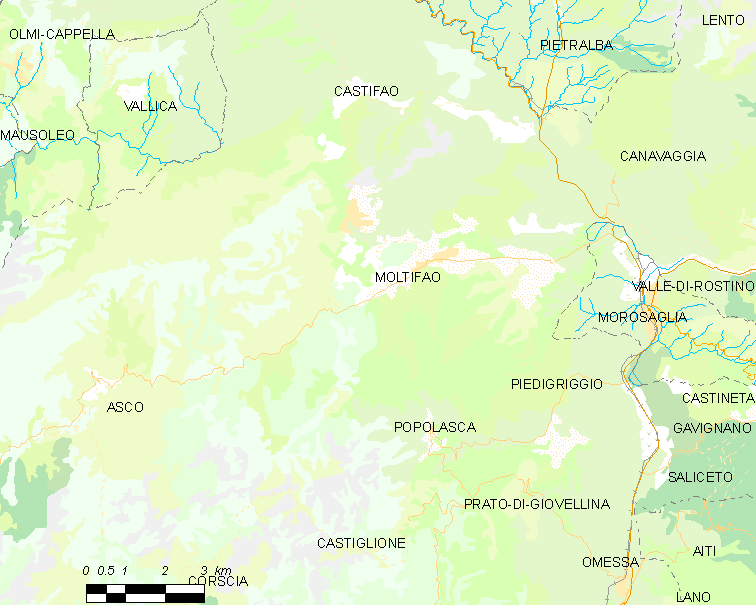
莫尔蒂福的OSM定位图

莫尔蒂福的时区为UTC+01:00、UTC+02:00（夏令时）。

## 行政
莫尔蒂福的邮政编码为20218，INSEE市镇编码为2B162。

## 政治
莫尔蒂福所属的省级选区为戈洛-莫罗萨利亚县。

## 人口

1962-2008年间莫尔蒂福人口变化图示

莫尔蒂福于2022年1月1日时的人口数量为719人。